# Microglossum
Microglossum Gillet (małozorek) – rodzaj grzybów z rodziny Leotiaceae.

## Systematyka i nazewnictwo
Pozycja w klasyfikacji według Index Fungorum: Leotiaceae, Leotiales, Leotiomycetidae, Leotiomycetes, Pezizomycotina, Ascomycota, Fungi.
Takson ten utworzył Claude-Casimir Gillet w 1797 r. Synonimy nazwy naukowej: Geoglossum subgen. Leptoglossum Cooke, Helote Hazsl., Leptoglossum (Cooke) Sacc., Leptoglossum sect. Xanthoglossum Sacc., Nothomitra Maas Geest., Ochroglossum S. Imai, Xanthoglossum (Sacc.) Kuntze.

## Gatunki występujące w Polsce
- Microglossum griseoviride V. Kučera, Lizoň & Tomšovský 2014 – małozorek szarozielony
- Microglossum nudipes Boud. 1917 – małozorek gładkotrzonowy
- Microglossum olivaceum (Pers.) Gillet 1879 – małozorek zielonobrązowy
- Microglossum viride (Schrad. ex J.F. Gmel.) Gillet 1879 – małozorek zielony

Nazwy naukowe na podstawie Index Fungorum. Nazwy polskie na podstawie rekomendacji Komisji ds. Polskiego Nazewnictwa Grzybów oraz M.A. Chmiel